# Nueva Ola Checoslovaca

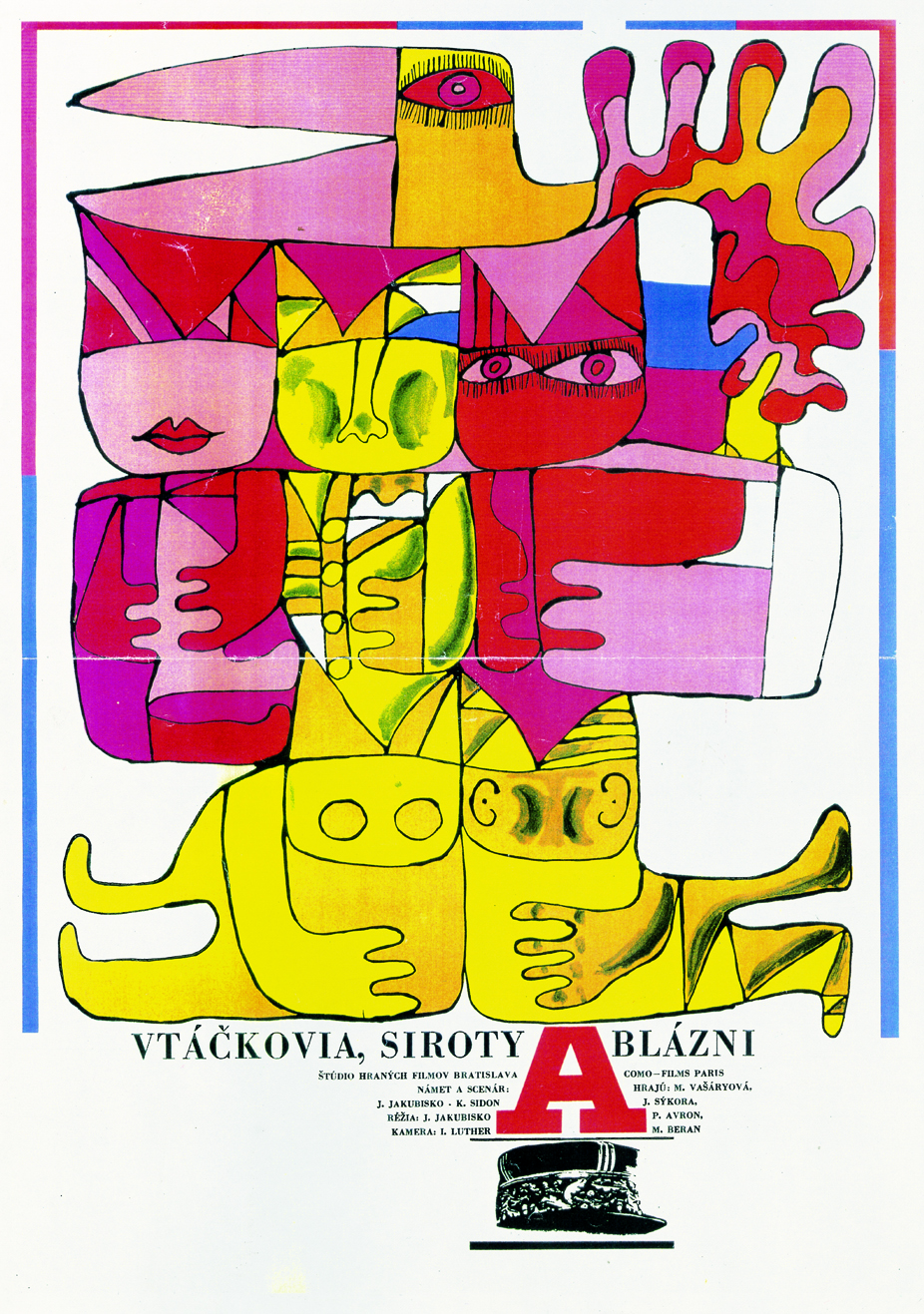
Póster oficial de la película Pájaros, Huérfanos Y Tontos

La Nueva Ola Checoslovaca (en checo: Nová Vlna) fue el movimiento cinematográfico vanguardista que surgió en Checoslovaquia entre 1963 y 1970. Esta etapa se considera la edad de oro del cine del país, con un gran esplendor artístico tanto en lo visual como en lo narrativo, y concluyó abruptamente con la invasión soviética de 1969, la cual puso fin a la Primavera de Praga. La película antológica Perlas en las profundidades, basada en los cuentos de Bohumil Hrabal, fue considerada como su obra más representativa, y entre sus miembros más destacados están Milos Forman, Věra Chytilová, Ivan Passer, Jaroslav Papoušek, Jiří Menzel, Jan Němec, Jaromil Jireš y Vojtěch Jasný. 

## Características y contexto histórico
Tras el inicio de la Guerra Fría y la fuerte influencia soviética sobre Checoslovaquia, a partir de 1948 el arte nacional checoslovaco dio prioridad al movimiento de realismo socialista, representado por el cine polaco y húngaro. 10 años después, tras la muerte de Stalin y el inicio de la  desestalinización del país, la libertad de expresión en las artes y una nueva generación de cineastas, la mayoría egresados de la Escuela de Cine y Televisión de la Academia de Artes Escénicas de Praga (FAMU), dio como resultado una nueva corriente cinematográfica, distinta a la nueva ola francesa o al neorrealismo italiano, con influencias de la obra de Franz Kafka, recién traducida al checo, Vladislav Vančura y Vítězslav Nezval, y la obra teatral de Eugene Ionesco, Samuel Beckett, Edward Albee y Václav Havel.
Aunque no tenían un sentimiento de pertenencia a un grupo o movimiento concreto, los cineastas tenían como prioridad romper con las pautas del realismo socialista y abrir nuevas vías de creación artística. Entre sus características el uso de la ironía, la sátira y el absurdo, las técnicas de montaje vanguardistas y el desencanto ideológico, así como la búsqueda por entender la realidad. El año 1963 es considerado como el punto de inicio de la ola gracias al debut de Věra Chytilová, Jaromil Jireš y Milos Forman, quienes tomaron la apertura de las políticas culturales oficiales para convertirse en agentes de cambio insoslayables. En sus palabras, buscaron revisar el socialismo checoslovaco y darle una cara más "humana". En 1965, se materializaría con 26 premios por sus largometrajes y 41 por sus cortometrajes en festivales internacionales, incluyendo el Oscar a Mejor Película Extranjera para La tienda de la Calle Mayor, dirigida por Ján Kadár y Elmar Klos.
El 20 de agosto de 1968, tras un importante periodo de apertura política, económica y social, conocida como la Primavera de Praga, se pone fin a este periodo con  la invasión soviética, con el propósito de detener y revertir las reformas de liberalización, y que se reforzara la autoridad del Partido Comunista de Checoslovaquia (KSČ). Tras la disolución de sindicatos y productoras, los realizadores Milos Forman, Ján Kadár, Ivan Passer, Vojtěch Jasný y Jiří Weiss decidieron exiliarse del país, mientras que Vera Chytilová, Jiří Menzel, Jaromil Jires y Evald Schorm, que decidieron quedarse y seguir trabajando en Checoslovaquia, fueron duramente censurados o tardaron años en volver a filmar. La medidas represivas fueron tan taxativas que afectaron a más de un centenar de películas.

## Principales películas
| Añot | Título                                | Dirección                                                           | Notas       |
| ---- | ------------------------------------- | ------------------------------------------------------------------- | ----------- |
| 1962 | El sol en una red                     | Štefan Uher                                                         | [ 7 ] [ 8 ] |
| 1963 | Something Different                   | Věra Chytilová                                                      |             |
| 1963 | Pedro el negro                        | Miloš Forman                                                        |             |
| 1963 | El primer grito                       | Jaromil Jireš                                                       |             |
| 1963 | Un día, un gato                       | Vojtěch Jasný                                                       |             |
| 1964 | A pátý jezdec je strach               | Zbynek Brynych                                                      |             |
| 1964 | Diamantes de la noche                 | Jan Nemec                                                           |             |
| 1965 | Los amores de una rubia               | Miloš Forman                                                        |             |
| 1965 | La tienda de la calle mayor           | Ján Kadár y Elmar Klos                                              |             |
| 1966 | Perlas en las profundidades           | Jiří Menzel, Jan Němec, Evald Schorm, Věra Chytilová, Jaromil Jireš |             |
| 1966 | Trenes rigurosamente vigilados        | Jiří Menzel                                                         |             |
| 1966 | Las margaritas                        | Věra Chytilová                                                      |             |
| 1967 | ¡Al fuego, bomberos!                  | Miloš Forman                                                        |             |
| 1968 | Desertores y peregrinos               | Juraj Jakubisko                                                     |             |
| 1968 | La broma                              | Jaromil Jireš                                                       |             |
| 1968 | Todos mis compatriotas                | Vojtěch Jasný                                                       |             |
| 1969 | El incinerador de cadáveres           | Juraj Herz                                                          |             |
| 1969 | The Gala in the Botanical Garden      | Elo Havetta                                                         | [ 9 ]       |
| 1969 | Birds, Orphans and Fools              | Juraj Jakubisko                                                     |             |
| 1969 | Ecce homo Homolka                     | Jaroslav Papoušek                                                   |             |
| 1970 | Los frutos prohibidos del paraíso     | Věra Chytilová                                                      |             |
| 1970 | Případ pro začínajícího kata          | Pavel Juráček                                                       |             |
| 1970 | Valerie y su semana de las maravillas | Jaromil Jireš                                                       |             |